# Hausarztzentrierte Versorgung
Hausarztzentrierte Versorgung (HZV, auch: Hausarztmodell, Hausarztverträge oder Hausarztprogramm) stellt eine Form der ambulanten medizinischen Versorgung in Deutschland dar, die einen Hausarzt vertraglich zur ersten Anlaufstelle für gesetzlich versicherte Patienten macht - für die Dauer von 12 Monaten, mit Kündigungs- bzw. Wechselmöglichkeit bei vorliegender Begründung. Mit Vertragsbeginn werden durch diese erste ärztliche Ansprechperson sämtliche Behandlungsschritte besprochen, abgestimmt und koordiniert. Die hausärztliche Ansprechperson übernimmt damit die Steuerung der Gesundheitsversorgung eines Versicherten.
Für die Einführung der HZV als ambulante Versorgungsform wurde 2004 mit dem GKV-Modernisierungsgesetz im SGB V der Paragraf 73b geschaffen. Der Gesetzgeber beabsichtigte damit, zwei Ziele zu erreichen: Durch die Weiterentwicklung der Versorgungsstrukturen sowie die Neugestaltung der Vergütung im ambulanten Bereich (u. a. mittels HZV) sollten knappe Ressourcen effizienter eingesetzt werden und die Qualität der Versorgung verbessert werden. Über-, Unter- und Fehlversorgung sollte so vermieden werden - angemahnt bereits 2001 vom damaligen „Sachverständigenrat für die Konzertierte Aktion im Gesundheitswesen“ in Band III seines Jahres-Gutachtens.

## Struktur der Hausarztzentrierten Versorgung
Viele Krankenkassen haben Verträge mit Hausärzteverbänden abgeschlossen, da die gesetzlichen Krankenkassen in Deutschland dazu verpflichtet sind, ihren Versicherten eine besondere hausärztliche Versorgung (Hausarztzentrierte Versorgung) anzubieten. Für die Versicherten sowie die hausärztlichen Praxen ist die Teilnahme freiwillig und kostenlos. Inzwischen nehmen schon über 10 Millionen gesetzlich Versicherte am Hausarztprogramm teil.
Entscheiden sich Versicherte für eine Teilnahme, sollen sie bei gesundheitlichen Fragen für mindestens ein Jahr immer zuerst ihre hausärztliche Praxis aufsuchen. Ausgenommen sind Notfälle sowie Besuche beim Gynäkologen, beim Augen-, Zahn-, Kinder- und Jugendarzt sowie bei Erkrankungen außerhalb des geographischen Tätigkeitsbereichs des Hausarztes. Manche Krankenkassen haben ihren Versicherten einen Bonus angeboten, wenn sie an der Hausarztzentrierten Versorgung teilnahmen; zu Zeiten der Praxisgebühr wurde diese beispielsweise für die teilnehmenden Versicherten von bestimmten Krankenkassen (etwa den Betriebskassen in Baden-Württemberg) erlassen.
Der Hausarzt überweist bei Bedarf an andere Fachärzte bzw. ein Krankenhaus. Diese „Lotsenfunktion“ soll Mehrfachuntersuchungen und -behandlungen, vermeidbare Wechselwirkungen von Arzneimitteln, Interpretationsfehler isoliert arbeitender Fachärzte, unnötige Besuche bei anderen Ärzten sowie Krankenhauseinweisungen vermeiden.
Insgesamt nehmen in Deutschland über 16.000 Hausärzte teil (Stand: 2023).

## Rechtslage
Gesetzliche Krankenkassen oder Gruppen von Gesetzlichen Krankenkassen können nach § 73b Absatz 4 SGB V einen Hausarztvertrag mit Gemeinschaften schließen, die mindestens die Hälfte der an der hausärztlichen Versorgung teilnehmenden Allgemeinärzte des Bezirks der Kassenärztlichen Vereinigung (KV) vertreten. Gemäß § 73b SGB V ist die Teilnahme sowohl für Versicherte als auch für Ärzte freiwillig. Wenn ein Arzt nicht an der Hausarztzentrierten Versorgung teilnimmt, wird er weiterhin gemäß den Vereinbarungen zwischen dem Kassenverband und der Kassenärztlichen Vereinigung vergütet.
Nach § 73b SGB V haben Krankenkassen ihren Versicherten flächendeckend HZV-Verträge anzubieten. Die Verträge können entweder als Vollversorgungsverträge oder als Add-on-Verträge ausgestaltet sein. In Vollversorgungsverträgen wird der hausärztliche Versorgungsbereich ohne Beteiligung der KV über den HZV-Vertrag geregelt, während in Add-on-Verträgen zusätzliche Leistungen vereinbart und die hausärztlichen Leistungen im Rahmen der Regelversorgung über die Kassenärztlichen Vereinigungen mittels EBM abgerechnet werden. Einzelne Krankenkassen vereinbarten unter Beteiligung der KV bereits ab 2004 mit einer Gemeinschaft von hausärztlichen Leistungserbringern eine Hausarztzentrierte Versorgung als Add-on-Vertrag. Zu dieser Zeit war die Bereinigungsvorschrift in § 73b SGB V noch nicht festgelegt. Das Ob und Wie der Anrechnung einer HZV-Zusatzvergütung auf die Gesamtvergütung sollten die Gesamtvertragspartner, also die Krankenkasse und die KV regeln.
Neben Allgemeinärzten nehmen auch hausärztliche Internisten und Kinderärzte an der hausärztlichen Versorgung teil (§ 73 Absatz 1a SGB V). Sie sind zwar zur Teilnahme an HZV-Verträgen berechtigt, werden aber in der Frage, ob es sich um eine privilegierte Gemeinschaft i. S. d § 73b Absatz 4 SGB V handelt, nicht berücksichtigt. Der Hausärztinnen- und Hausärzteverband und seine Landesverbände haben in der Zwischenzeit in den meisten Regionen eigene Verträge umgesetzt.
Entscheidet sich ein Patient für die Teilnahme an der Hausarztzentrierten Versorgung, muss zunächst die Teilnahmeerklärung unterzeichnet werden. Der Patient erklärt sich im Rahmen der Teilnahmeerklärung bereit, für mindestens ein Jahr den ausgewählten Hausarzt als erste Anlaufstelle zu konsultieren. Ebenso unterzeichnet der jeweilige Hausarzt diese Erklärung. Die Teilnahmeerklärung leitet die Praxis an das beauftragte Rechenzentrum weiter. Im Rahmen des HZV-Vertrags entstehen dem Versicherten keine zusätzlichen Kosten. In Ausnahmefällen kann eine Ablehnung der Teilnahme durch die Krankenkassen erfolgen, etwa wenn der Versicherte nicht im KV-Bezirk des Hausarztes wohnt. Mit dem Gesetz zur Verbesserung der Rechte von Patientinnen und Patienten (PatRechtG) wurde ein Widerrufsrecht für die Teilnahmeerklärung verankert (§ 73b Absatz 3 Satz 3–4 SGB V). Die Krankenkassen sind verpflichtet, in ihre Satzungen Regelungen zur Abgabe der Teilnahmeerklärung aufzunehmen (§ 73b Absatz 3 Satz 8 SGB V).
Entscheidet sich ein Arzt für die Teilnahme, ist er nach § 73b SGB V unter anderem zu bestimmten Fortbildungen (etwa Disease-Management-Programme) verpflichtet. Über das Institut für Hausärztliche Fortbildung (IHF) werden beispielsweise Fortbildungen zum Thema Arriba-Rechner oder Wundmanagement in der Hausarztpraxis sowie Kurse für die psychosomatische Grundversorgung angeboten. Darüber hinaus besteht für HZV-Teilnehmende unter anderem die Verpflichtung zur Teilnahme an strukturierten Qualitätszirkeln zur Arzneimitteltherapie.
Mit den unterschiedlichen Krankenkassen als Vertragspartner gibt es in einer Region mehrere Hausarztverträge. Die Vertragspartner sind unter Beachtung der gesetzlichen Vorschriften frei, die Inhalte ihrer Verträge auszugestalten, so dass sich die HZV-Verträge verschiedener Krankenkassen in den Konditionen teilweise unterscheiden. Die Hausarztverträge müssen eine Regelung zum Honorar enthalten.

## Entwicklung der Verträge nach § 73b SGB V
Um die hausärztliche Tätigkeit zu stärken, wurde die ärztliche Versorgung am 20. Dezember 1988 durch die Neufassung des § 73 SGB V innerhalb des Gesundheitsreformgesetzes (GRG) in haus- und fachärztliche Versorgung gegliedert. Obwohl hierdurch kein echtes Primärarztsystem eingeführt wurde, fand dennoch eine erste Konkretisierung statt.
Mit dem GKV-Modernisierungsgesetz zum 1. Januar 2004 wurden die eigentlichen Regelungen über die Hausarztzentrierte Versorgung nach § 73b SGB V eingeführt. Der Hausarzt wurde darin vom Gesetzgeber als Koordinator auf den Behandlungspfaden (neben der regulären Behandlungstätigkeit) installiert.
Mit dem Inkrafttreten des GKV-Wettbewerbsstärkungsgesetz (GKV-WSG) wurde § 73b SGB V zum 1. April 2007 grundlegend reformiert und durch Bereinigungsregelungen für die Jahre 2007, 2008 und 2009 erweitert. Durch das GKV-WSG wurden die Vorgaben für die Ausgestaltung der Hausarztzentrierten Versorgung konkretisiert. Die Hausärzte erhielten ein eigenes Verhandlungsmandat. Gleichzeitig wurde die Vertragskompetenz der Kassen durch das GKV-Wettbewerbsstärkungsgesetz erweitert.
Im Jahre 2008 wurde in Baden-Württemberg der erste HZV-Vertrag als Selektivvertrag in Deutschland geschlossen (auf freiwilliger Basis). Da die Reaktion weiterer Krankenkassen verhalten war (im Juli 2008 waren nur knapp ein Drittel der 217 Krankenkassen der Aufforderung des Gesetzgebers nachgekommen), wurden die Krankenkassen 2009 gesetzlich dazu verpflichtet, bis 30. Juni 2009 HZV-Verträge zu schließen. Diese Verträge sollten mit dem Verband geschlossen werden, der mindestens die Hälfte der an der hausärztlichen Versorgung teilnehmenden Allgemeinmediziner eines KV-Bezirkes vertritt. Auch Hausärzte, die nicht Mitglied des verhandelnden Verbandes sind, können das vereinbarte Modell anbieten.
Durch das Gesetz zur Finanzierung der gesetzlichen Krankenkassen (GKV-FinG), welches zum 1. Januar 2011 in Kraft getreten ist, wurden Neuverträge, die nach dem 22. September 2010 geschlossen wurden, an die Beitragssatzstabilität gebunden (§ 73b Absatz 5a SGB V). Daneben wurde das Selbstfinanzierungsgebot gestärkt (§ 73b Absatz 8 SGB V) und eine Vorlagepflicht sowie ein Beanstandungsrecht der Behörden eingeführt (§ 73b Absatz 9 SGB V). Das Finanzierungsgesetz sah vor, dass Honorarsteigerungen in den HZV-Verträgen durch Einsparungen (beispielsweise bei Arzneimittelverordnungen) an anderen Stellen ausgeglichen werden sollten. Die schwarz-rote Koalition strich 2014 durch das 14. SGB V-Änderungsgesetz (14. SGB V-ÄndG) die Refinanzierungsklausel aus § 73b Absatz 5a SGB V.

## Ergebnisse des Hausarztmodells und Kritik

### Lotsenfunktion des Hausarztes
Durch die Lotsenfunktion wird die Hausarztpraxis als zentraler Ort der Versorgung sowie die Beziehung zum Haus- und Familienarzt gestärkt. Der Hausarzt kennt den Patienten seit Jahren, teilweise seit Jahrzehnten, wodurch er wesentliche Aspekte der psychosozialen Betreuung (sog. hermeneutisches Fallverständnis) in seine Behandlung einfließen lassen kann. Die Partizipative Entscheidungsfindung wird darüber hinaus gefördert, da teilnehmende Ärzte im Rahmen der Hausarztzentrierten Versorgung den Arriba-Rechner kostenfrei nutzen können. Durch Leistungen wie das poststationäre Überleitungsmanagement kann nach einer Krankenhausentlassung die notwendige Koordination der für die Weiterbehandlung notwendigen Disziplinen verbessert werden.
Hier wird häufig kritisiert, dass durch die Bindung an den Hausarzt die Möglichkeit erschwert wird, vergleichende Untersuchungen und differenzierte Therapieempfehlungen bei verschiedenen Fachärzten einzuholen. Jedoch können bereits 80 Prozent der Behandlungsanlässe beim Hausarzt geklärt werden. Sollte darüber hinaus eine weitere fachärztliche Behandlung nötig sein, überweist der Hausarzt an den Facharzt. Hierdurch haben Fachärzte die Möglichkeit, sich auf schwerwiegende Erkrankungen der Patienten im jeweiligen Fachbereich auszurichten. Bedürftige Patienten werden von ihrer Hausarztpraxis zudem dabei unterstützt, schneller einen Termin beim Facharzt zu bekommen. Da die Befunde an einem Ort gesichert und aufbewahrt werden, kann der behandelnde Hausarzt alle notwendigen Untersuchungen und Behandlungen genauer im Blick behalten. Somit wird der sogenannte „Ärztetourismus“ reduziert, was zudem Fehlbehandlungen, Doppeluntersuchungen oder Übertherapie (z. B. verfrühte Operationen, sog. hausärztliche quartäre Prävention) vermeiden kann. Außerdem können durch die Aufbewahrung der notwendigen Befunde in der Praxis des Hausarztes Kur- oder Reha-Anträge beschleunigt werden.

### Verfügbarkeit von Hausärzten
Durch die lukrativere und einfachere Vergütungsstruktur der Vollversorgungsverträge kann ein Beitrag zum Erhalt der ländlichen Hausarztpraxen und damit auch der flächendeckenden medizinischen Versorgung geleistet werden. Die jeweilige Arztpraxis hat aufgrund der langen Vertragslaufzeiten eine langfristigere Planungssicherheit.
Kritik richtet sich vor allem daran, dass sich Patienten, die in ein Hausarztmodell eingeschrieben sind, bei Urlaub oder Krankheit des eigenen Hausarztes nur bei den anderen Hausärzten behandeln lassen sollen, welche selbst am Hausarztmodell teilnehmen. Dies kann dazu führen, dass sich Patienten zur Behandlung in einen Nachbarort begeben müssen, wenn im eigenen Wohnort kein weiterer Hausarzt am Hausarztmodell teilnimmt.

### Honorierung im Hausarztmodell
Im Hinblick auf die Add-on-Verträge wird kritisch gesehen, dass der eventuelle finanzielle Vorteil für einzelne Leistungen den Nachteil hat, dass die Mehrzahl der ärztlichen Leistungen wie bisher dem Modus Operandi im KV-System unterliegt, wodurch etwa nach Einreichen der Abrechnung Unklarheiten über die Vergütung, wiederkehrende Änderungen von Gebührenordnungspositionen im EBM, Richtgrößenprüfungen sowie Regressverfahren bleiben. Somit würden Nachteile für die an einem Add-on-Vertrag teilnehmenden Hausärzte entstehen.
Der Selektivvertrag bietet für die hausärztlichen Praxen jedoch unter anderem aufgrund der Vergütung auf Basis von Pauschalen einen Vorteil gegenüber dem Kollektivvertrag. Die Praxis kann für den Patienten Leistungen im Rahmen der Hausarztzentrierten Versorgung erbringen und abrechnen. Je nach Vertrag mit der Krankenkasse erhält sie eine höhere Versichertenpauschale (die Pauschalen für alle in einem Quartal anfallenden Behandlungsanlässe, Grund- und Chronikerpauschalen und wenige Einzelleistungen bilden bereits 90 Prozent des Honorars in der HZV ab). Dabei werden Einzelleistungen und das Vorhalten der HZV-Qualitätsstandards, z. B. eine technisch hochwertige Praxisausstattung und besonders hohe fachliche Qualifikationen, zusätzlich honoriert.
Des Weiteren soll den Patienten die HZV praktische Vorteile bieten, zum Beispiel das Angebot einer Abendsprechstunde für Berufstätige oder Unterstützung bei der kurzfristigen Terminvereinbarung bei fachärztlichen oder psychotherapeutischen Praxen.

### Einleitung eines Schiedsverfahrens
Eine umstrittene Regelung des § 73b SGB V findet sich in Abs. 4:
„Zur flächendeckenden Sicherstellung des Angebots nach Absatz 1 haben Krankenkassen allein oder in Kooperation mit anderen Krankenkassen spätestens bis zum 30. Juni 2009 Verträge mit Gemeinschaften zu schließen, die mindestens die Hälfte der an der hausärztlichen Versorgung teilnehmenden Allgemeinärzte des Bezirks der Kassenärztlichen Vereinigung vertreten. Können sich die Vertragsparteien nicht einigen, kann die Gemeinschaft die Einleitung eines Schiedsverfahrens nach Absatz 4a beantragen. Ist ein Vertrag nach Satz 1 zustande gekommen oder soll ein Vertrag zur Versorgung von Kindern und Jugendlichen geschlossen werden, können Verträge auch abgeschlossen werden mit
1. vertragsärztlichen Leistungserbringern, die an der hausärztlichen Versorgung nach § 73 Abs. 1a teilnehmen,
2. Gemeinschaften dieser Leistungserbringer,
3. Trägern von Einrichtungen, die eine hausarztzentrierte Versorgung durch vertragsärztliche Leistungserbringer, die an der hausärztlichen Versorgung nach § 73 Abs. 1a teilnehmen, anbieten,
4. Kassenärztlichen Vereinigungen, soweit Gemeinschaften nach Nummer 2 sie hierzu ermächtigt haben.“
Gemeinschaften, die die besagte Quote erfüllen, haben somit das Recht, die Einleitung eines Schiedsverfahrens zu beantragen. Ergänzend ist durch das Gesetz zur Weiterentwicklung der Organisationsstrukturen in der gesetzlichen Krankenversicherung (GKV-OrgWG) die Möglichkeit des Schiedsverfahrens gegeben.

## Untersuchungen und weitere Ergebnisse der Hausarztzentrierten Versorgung
Aus einer von 2004 bis 2007 durchgeführten Studie der Bertelsmann-Stiftung ergab sich, dass die Hausarztmodelle zu dem Zeitpunkt nicht die erwünschte Wirkung gebracht hätten. Die Patienten (insgesamt wurden 9.000 Bürger befragt) fühlten sich nicht besser versorgt und besuchten häufiger Fachärzte. Nur 59 Prozent der Teilnehmenden berichteten von einer Verbesserung ihres Gesundheitszustandes, während es bei den Nichtteilnehmenden 68 Prozent waren. Offenbar gab es durch die Modelle zu Beginn der Hausarztzentrierten Versorgung keine bessere, sondern eher eine schlechtere Lotsenfunktion des Hausarztes. Das AQUA-Institut für angewandte Qualitätsförderung und Forschung im Gesundheitswesen veröffentlichte Anfang 2008 eine Studie zum Verhalten von Ersatzkassenversicherten in Hausarztmodellen und fand heraus, dass der Anteil der Facharztbesuche von Hausarztmodellteilnehmern mit Überweisung zwischen 2005 und 2006 gleich blieb, während er in der Kontrollgruppe sank.
Aktuellere Studien der Universitäten Frankfurt a. M. und Heidelberg zeigten seitdem, dass sich die Hausarztzentrierte Versorgung auf die Zahl der Krankenhausaufenthalte und mehrfache Besuche bei Fachärzten auswirkt – beispielsweise konnte eine im Zeitraum 2013 bis 2016 durchgeführte Evaluation der HZV in Baden-Württemberg zeigen, dass sowohl Krankenhauseinweisungen als auch doppelte Facharztbesuche durch die HZV reduziert wurden. Demnach lag die Hospitalisierungsrate pro hundert Versicherte 2014 in der Interventionsgruppe bei 22,2, in der Kontrollgruppe bei 26,1. Darüber hinaus würden sich die Patienten besser versorgt fühlen. Außerdem wurde die Arzneimitteltherapie zielgerichteter und effizienter vorgenommen, da Ärzte regelmäßig an Qualitätszirkeln teilnahmen und insgesamt besser koordiniert wurde. Beispielsweise wurde Patienten mit SSRI-Therapie Analgetika so verordnet, dass die Wahrscheinlichkeit für das mögliche Auftreten eines Serotoninsyndroms um 12,7 Prozent niedriger lag als bei Patienten in anderen Kontrollgruppen. Die Krankenkassen konnten darüber hinaus Versichertengelder sparen (etwa die AOK Baden-Württemberg, die 2015 durch die Hausarzt- und Facharztverträge rund 35 Millionen Euro netto eingespart hatte).
Anhand von Studien wurde zudem aufgezeigt, dass gerade ältere Chroniker mit Erkrankungen wie Diabetes, Asthma oder koronaren Herzerkrankungen in zunehmendem Maße von der Hausarztzentrierten Versorgung profitieren. Nach einer wissenschaftlichen Begutachtung im Auftrag der AOK Baden-Württemberg im Zeitraum 2011 bis 2020 haben beispielsweise an Diabetes erkrankte Patienten, die an der Hausarztzentrierten Versorgung teilnahmen, weniger Komplikationen sowie eine längere Lebenserwartung als Patienten in der Regelversorgung. Das System sei so gestaltet, dass sich der Hausarzt für die Behandlung mehr Zeit nehmen könne. Darüber hinaus kenne er alle Befunde, Therapien und Medikamente. Hochrechnungen für die Jahre 2011 bis 2020 zeigten, dass bei 119.000 Diabetikern über 11.000 schwerwiegende Komplikationen vermieden werden konnten – etwa 350 Fälle neu aufgetretener Erblindung sowie 2.250 Schlaganfälle. Ebenso seien Nierenschäden und Amputationen seltener vorgekommen als bei den betroffenen Patienten in der Regelversorgung. Laut einer Studie des Universitätsklinikums Heidelberg von 2023 verbrachten Patienten mit HZV-Verträgen insgesamt weniger Tage im Krankenhaus. Im Rahmen des Hausarztmodells wird außerdem die Medikation umfassenderer organisiert sowie die Teilnehmerrate an Disease-Management-Programmen erhöht.
Zudem zeigte eine im Juli 2023 veröffentlichte Regressionsanalyse, dass durch die Teilnahme bei der Hausarztzentrierten Versorgung die Impfrate der Versicherten um 10 Prozent im Vergleich zur Regelversorgung steigt.

## VERAH
Für die Weiter- und Fortbildung des medizinischen Personals in hausärztlichen Praxen entwickelte das Institut für hausärztliche Fortbildung im Hausärztinnen- und Hausärzteverband in Zusammenarbeit mit dem Verband medizinischer Fachberufe (VmF) unter anderem die Fortbildung der medizinischen Fachangestellten (MFA) zu Versorgungsassistenten in der Hausarztpraxis (VERAH). Die Versorgungsleistungen der VERAH wurden zunächst in den HZV-Verträgen der Hausarztverbände berücksichtigt. Inzwischen werden die Leistungen der VERAH auch in dem System der KV vergütet.
VERAH unterstützen die Hausärzte bei der Versorgung der chronisch kranken oder älteren Patienten. Durch ihre Ausbildung und Erfahrung kann eine VERAH beispielsweise besser erkennen, ob der Patient möglicherweise depressiv oder dement ist oder ein erhöhtes Sturzrisiko besteht. Außerdem übernimmt sie das Medikamenten- und Wundmanagement, was die Ärzte entlastet. Für ausgebildete VERAH wird zudem seit Oktober 2022 eine Weiterbildung im Rahmen des Studiengangs Primärmedizinisches Versorgungs- und Praxismanagement an Standorten der privaten Hochschule FOM angeboten.

## Hausarztmodelle in den Bundesländern
Die Verträge der Hausarztzentrierten Versorgung bestehen zwischen den Krankenkassen und den jeweiligen Hausärzteverbänden, die von den Ärzten für die Verhandlungen dieser Verträge mandatiert wurden, sowie der Hausärztlichen Vertragsgemeinschaft AG (HÄVG).
Die Krankenkassen waren zu Beginn zurückhaltend. Für Juli 2010 kündigte die Techniker Krankenkasse an, mit elf Bundesländern Hausarztverträge schließen zu wollen. Für die Weiterentwicklung der Hausarztzentrierten Versorgung ist entscheidend, dass die Hausärzte eigenverantwortlich HZV-Verträge mit den Krankenkassen vereinbaren.

### Baden-Württemberg
In Baden-Württemberg wurde der erste Vertrag zur Hausarztzentrierten Versorgung zwischen dem Hausärzteverband, dem Medi-Verbund und der AOK Baden-Württemberg bereits am 8. Mai 2008 geschlossen.
Eine Besonderheit im HZV-Vertrag mit der AOK Baden-Württemberg ist der Wegfall der Zuzahlung für teilnehmende Patienten bei generischen Medikamenten, für die die AOK Baden-Württemberg einen Rabattvertrag abgeschlossen hat. Die HZV-Verträge in Baden-Württemberg legen den Fokus auf eine pauschalierte Vergütung statt einer einzelleistungsgeprägten Abrechnungssystematik, wie es im Einheitlichen Bewertungsmaßstab (EBM) üblich ist. In Baden-Württemberg wurden Vollversorgungsverträge (im Unterschied zu den Add-On-Verträgen) für Versicherte aller Krankenkassen geschlossen.
Der HZV-Vertrag mit der AOK Baden-Württemberg wird seit 2008 regelmäßig durch die Universitäten Heidelberg und Frankfurt a. M. untersucht. Für die Jahre 2011 bis 2020 zeigen die HZV-Daten unter anderem, dass circa 2250 Schlaganfälle vermieden werden konnten. Auch die Influenza-Impfquote ist in der HZV höher als in der Regelversorgung und es konnten zahlreiche Krankenhausaufenthalte vermieden werden.
Im Oktober 2023 wurden erstmals Versorgungskonzepte um klimaassoziierte Erkrankungen in die HZV in Baden-Württemberg integriert. Insgesamt wird die Teampraxenstruktur unter Einbindung von nicht ärztlichen akademisierten Gesundheitsfachberufen wie Primary Care Manager und Arztassistenten durch die HZV-Verträge gefördert.

## Hausarztzentrierte Versorgung in Europa
In der Mehrzahl der europäischen Länder entspricht die hausarztzentrierte Versorgung der Regelversorgung, so unter anderem in den Niederlanden, in Dänemark oder in England. In der Schweiz ist ein Basis-Krankenversicherungstarif verpflichtend; die Patienten können sich im Rahmen von bestimmten Modellen verpflichten, nur ein gewähltes Gesundheitszentrum aufzusuchen. Hierdurch können die Versicherten die Kosten für die Krankenversicherung reduzieren.